# Kirsi Vainio-Korhonen
Kirsi Vainio-Korhonen, född 14 februari 1958 i Helsingfors, är en finländsk historiker.
Kirsi Vainio-Korhonen disputerade i historia vid Åbo universitet. Hon har varit forskare vid Finlands Akademi och är professor i Finlands historia vid Åbo universitet sedan 2003. Hennes specialområden är 1700-talet och stadshistoria.
Hennes bok om barnmorskor på 1700-talet utsågs till årets vetenskapsbok 2012. Hon fick Bergbomska priset 2013.
Bland hennes övriga arbeten märks historisk-biografiska verk om adelskvinnorna Sophie Creutz och Sofie Munsterhjelm (1801–1867) och deras tid. Hon har också skrivit om hantverk, framförallt gällande utövarnas position och betydelse i samhället; hennes doktorsavhandling handlade om finländskt guldsmide i svensk kontext i slutet av den svenska tiden.